# Bossieu
Bossieu ist eine französische Gemeinde mit 327 Einwohnern (Stand: 1. Januar 2022) im Département Isère in der Region Auvergne-Rhône-Alpes. Sie gehört zum Arrondissement Vienne, zum Kanton Bièvre und zum Gemeindeverband Bièvre Isère. Die Einwohner werden Bossiérots genannt.

## Geografie
Die Gemeinde Bossieu liegt 28 Kilometer ostsüdöstlich von Vienne. Umgeben wird Bossieu von den Nachbargemeinden Villeneuve-de-Marc im Nordwesten und Norden, Porte-des-Bonnevaux mit Arzay im Osten, Ornacieux-Balbins und Penol im Südosten, Faramans im Süden, Pommier-de-Beaurepaire im Südwesten und Westen sowie Saint-Julien-de-l’Herms im Westen und Nordwesten.

## Bevölkerungsentwicklung
| Jahr                       | 1962 | 1968 | 1975 | 1982 | 1990 | 1999 | 2011 | 2021 |
| Einwohner                  | 248  | 212  | 209  | 212  | 241  | 277  | 2768 | 320  |
| Quellen: Cassini und INSEE |      |      |      |      |      |      |      |      |

## Sehenswürdigkeiten
- Kirche Saint-Thiers aus dem 19. Jahrhundert
- Ökomuseum

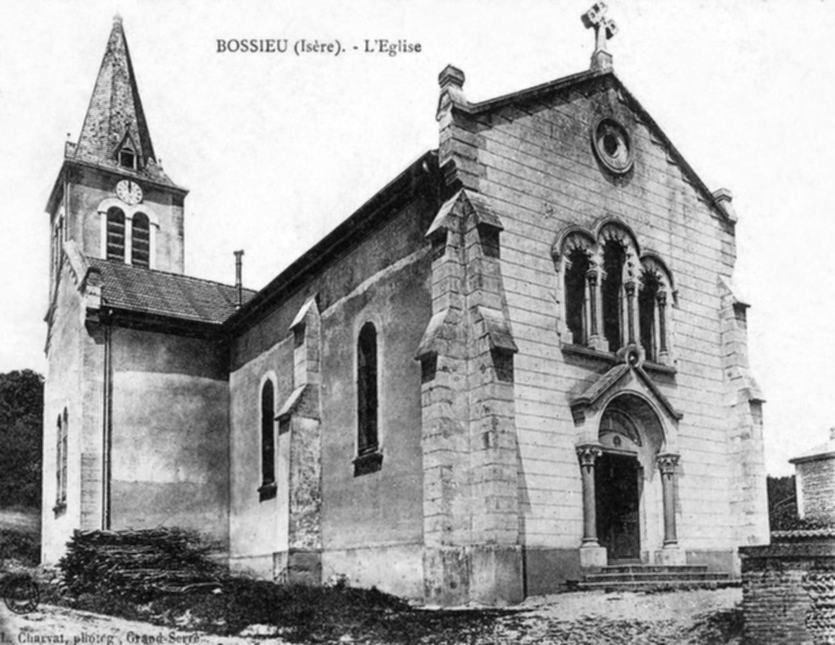
Kirche Saint-Thiers (Anfang 20. Jahrhundert)
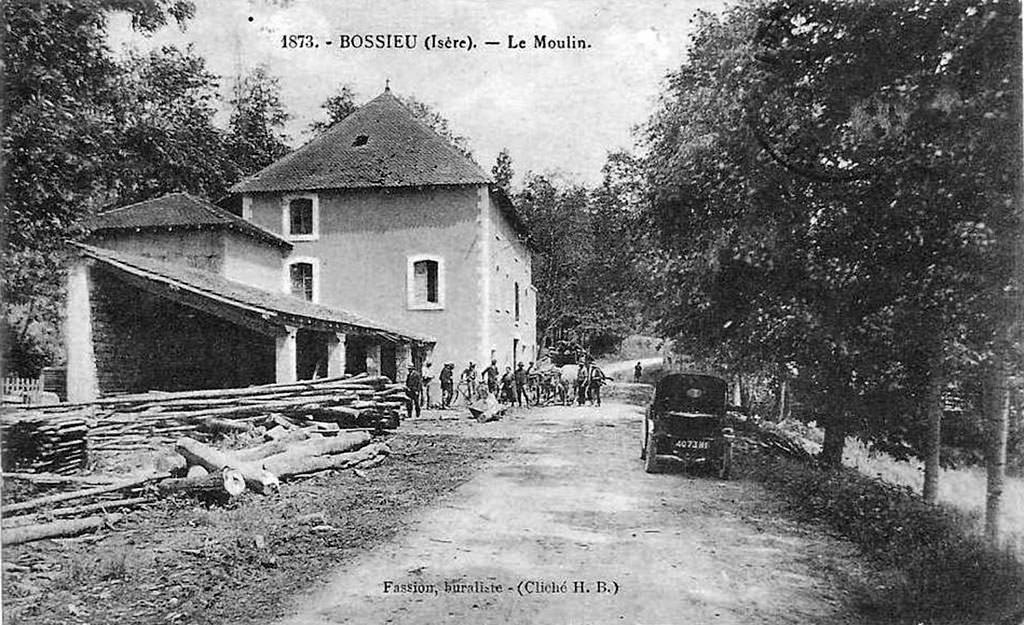
Alte Sägemühle (Anfang 20. Jahrhundert)